# Ford Escort MK IV
La Cuarta generación del Ford Escort es un automóvil de turismo del segmento C producido por el fabricante norteamericano Ford Motor Company, siendo desarrollado inicialmente por las filiales miembros del grupo Ford Europa, división que tiene a su cargo el desarrollo, producción y comercialización de vehículos de la marca, tanto en el mercado europeo como en otras partes del mundo. Esta generación de Escort, no fue otra cosa que una reinterpretación de su predecesora, a la cual se le practicó un rediseño frontal y trasero, a la vez de agregársele nuevos detalles de equipamiento.
Su producción inició en el año 1986, llevando el nombre en código de "Erika-86" el cual fue una conjunción entre el nombre en código de la tercera generación y el año de lanzamiento de esta nueva generación. Su producción supuso también una nueva expansión en su mercado, sumando nuevas plazas de producción como Argentina y Venezuela, el primero de ellos un mercado donde la marca Ford casi siempre fue líder por excelencia. Al mismo tiempo, tanto en este mercado como en el brasileño, su producción pasó a ser asumida por el holding Autolatina, representante de las acciones de Ford y Volkswagen en esa región y que se había establecido en el mismo año 1986. La producción de esta generación por parte de este holding sudamericano, supuso a su vez la producción del segundo producto de la marca Ford en implementar tecnología de Volkswagen para su fabricación, por detrás del Ford Del Rey. Asimismo, sobre la base de este modelo, Autolatina desarrollaría posteriormente nuevos modelos tanto para una como para otra marca, destacándose entre ellos el Volkswagen Pointer, vehículo que más allá de implementar mecánica de origen Audi (propia de Volkswagen) fue desarrollado íntegramente en Brasil sobre la base de esta generación del Ford Escort.
Al igual que la tercera generación, fue comercializado en variantes liftback de 3 y 5 puertas, station wagon de 3 y 5 puertas, furgoneta de 2 puertas y cabriolet de 2 puertas. Asimismo, la versión sedán del Escort (Ford Orion) también tuvo una segunda generación, mientras que en Brasil y sobre la base de este modelo, fueron desarrollados dos sedanes de 2 puertas que fueron comercializados bajo las marcas Ford y Volkswagen, siendo conocidos como Ford Verona y Volkswagen Apollo respectivamente.
La producción de este vehículo finalizó en el año 1990 en Europa, sin embargo su ritmo y nivel de ventas le permitieron subsistir cinco años más en el mercado sudamericano, ya que continuó su producción tanto en Brasil como en Argentina hasta 1995. En ambos casos, el cese de su producción dio paso al comienzo de la quinta generación.

## Desarrollo del vehículo

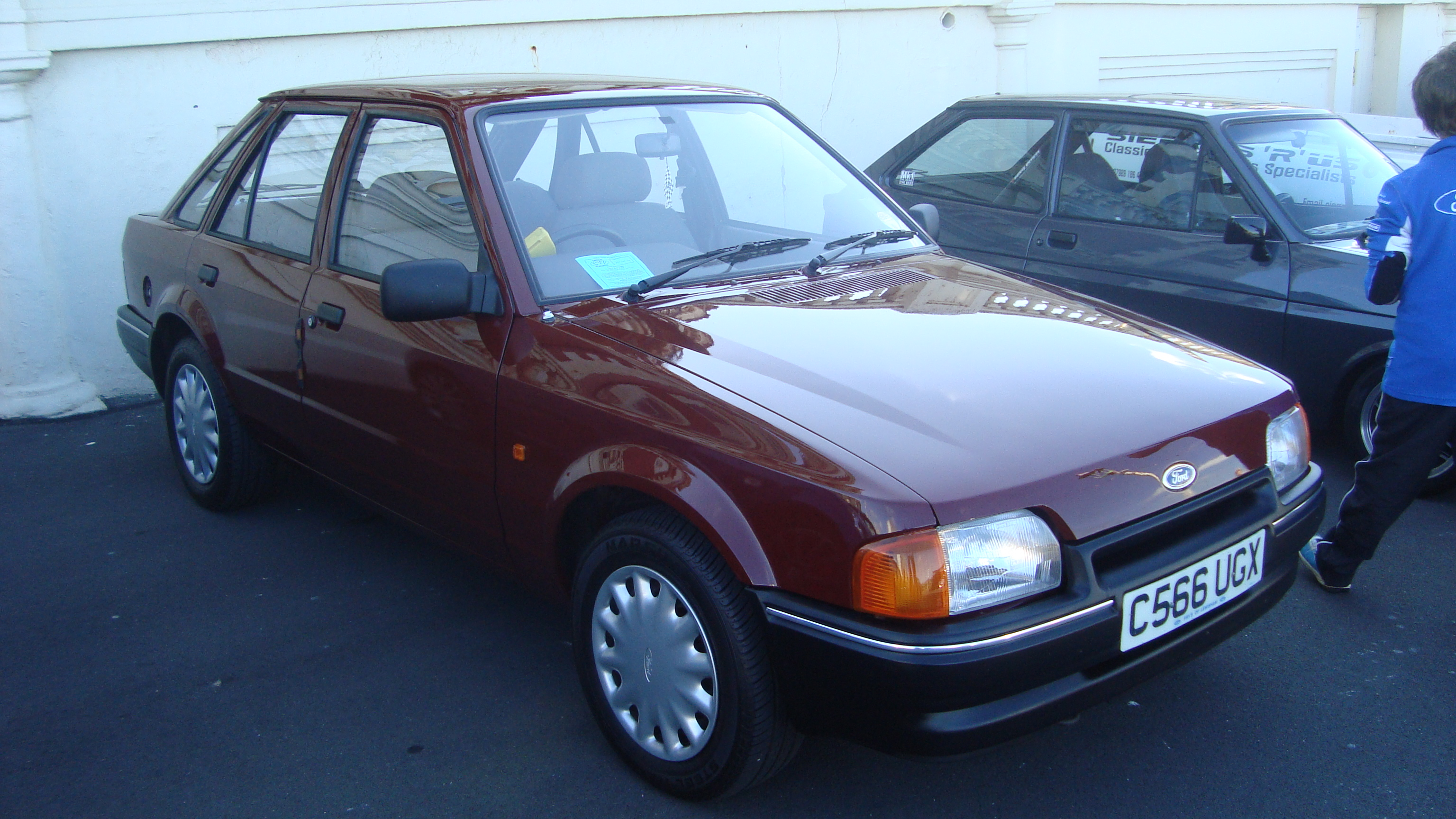
Ford Escort 5 puertas 1986.

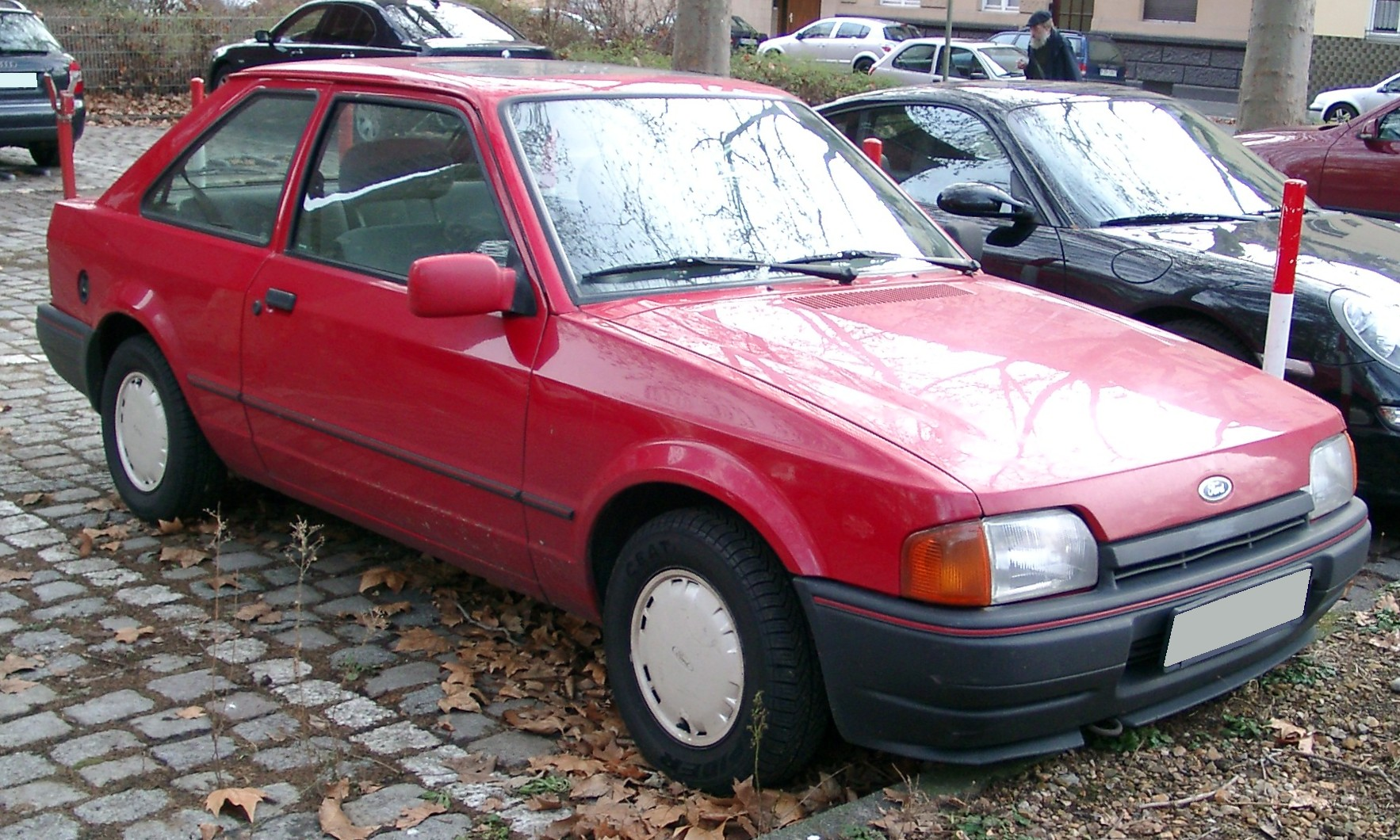
Ford Escort 3 puertas 1986.

La cuarta generación del Escort fue presentada en marzo del año 1986, con un pequeño número de cambios con relación a su predecesor. Si bien está considerado popularmente como la cuarta generación de Escort, en realidad se trató de una reformulación practicada al Mark III a fin de actualizarlo al mercado de la época. Por tal motivo, internamente Ford lo denominaba con el nombre en código "Erika-86". Esta actualización consistió en la adaptación del Mark III a la nueva corriente de diseño aplicada por Ford en modelos como el Scorpio o el Sierra. Su diseño incluyó un frente reformulado, con una nariz suavizada, nuevos grupos de luces traseras y la extensión de la tapa del motor hasta la zona de la parrilla delantera. En cuanto al diseño interno, se estrenó un nuevo tablero junto a otra serie de cambios menores. En cuanto a las opcionales de equipamiento, las principales novedades estaban compuestas por un sistema mecánico de frenos ABS (el cual estaba disponible de serie en la versión RS Turbo), computadora de combustible en los modelos con alimentación a inyección y desempañador de parabrisas. Sin embargo, para esta generación se prescindió del sistema de luces testigo para bajos niveles (combustible, aceite, refrigerante, jabón para parabrisas y pastillas de freno). Al mismo tiempo, el aire acondicionado ya no estaba disponible en el mercado europeo, aunque sí era opcional en los mercados de Argentina y Brasil.
La llegada de estas reformas al Escort se sucedieron en una época en la cual la competencia presentaba nuevas armas. En primer lugar, General Motors presentaba una nueva generación del Opel Kadett, el cual fue presentado 18 meses antes y fue comercializado bajo la marca alemana en la Europa Continental, mientras que en el Reino Unido era conocido como Vauxhall Astra y en Brasil como Chevrolet Kadett. Anteriormente, Volkswagen se había adelantado con la segunda generación del Golf, mientras que la British Leyland presentó al Austin Maestro. Por su parte, Peugeot hacía público el 309, un vehículo producido en el Reino Unido y desarrollado gracias a la adquisición del Grupo Rootes por parte del Groupe PSA, como sucesor del Simca-Talbot Horizon. Este coche salió a la venta solo dos semanas antes del lanzamiento del Escort MK IV. Finalmente, la nueva competencia presentada por Fiat y Renault terminó apareciendo dos años más tarde al lanzamiento del Escort MK IV.
En 1987 fueron introducidas las primeras variantes para el Escort, presentándose una versión intermedia denominada LX, la cual fue posicionada entre las versiones L y GL. Entre las principales novedades, además del interior completamente nuevo, fueron presentados una nueva versión del motor CVH 1.4 L, como así también nuevos ajustes en la suspensión que terminaron dando punto final a las críticas que recibía la anterior generación, en materia de manejo y calidad de conducción, más allá de tener éxito limitado.
En 1988, fue presentado un nuevo impulsor diesel de 1.8 L, a la vez de actualizarse las versiones de entrada de gama 1.1 y 1.3, los cuales recibieron nuevas versiones de los motores Kent/Valencia, denominados HCS y presentados originalmente para la tercera generación del Ford Fiesta. En este mismo año, Ford desarrolló un nuevo sistema de inyección electrónica de combustible para reemplazar al sistema K-Jetronic provisto por Bosch. Este nuevo sistema fue implementado en las versiones XR3i y también en la versión Ghia del Ford Orion. Al mismo tiempo, fue desarrollado otro sistema de inyección de combustible de punto central, que reemplazó al sistema de carburador en las versiones con motor 1.4.
En consonancia con las reformas recibidas por el Escort, Ford aplicó reformas similares al sedán Orion (derivado del Escort). Al igual que en la generación anterior, fue ofrecida la caja automática de 3 velocidades que fue reemplazada al final de su producción por una variante de la caja de cambios continua CTX, similar a la usada por primera vez en el Fiesta un par de años antes. A su vez, entre 1989 y 1990 fue producida una versión lujosa que fue denominada como Orion 1600E, el cual fue equipado con asientos de cuero, inyección de combustible, llantas de aleación y acabado Ghia. En total se produjeron 1600 unidades del Orion 1600E, de los cuales 1000 fueron equipados con tapizados de cuero, mientras que la gama fue complementada por primera vez con una versión más básica que fue denominada como Orion L. En la primavera de 1989 se produjo una actualización menor que incluyó un cambio en la insignia trasera de Escort, como así también otras revisiones menores con el fin de mantener el interés en el modelo, hasta la llegada de la quinta generación en 1990.

## Fichas técnicas
| Versiones             | Período   | Motor               | Cil.    | Tapa de válvula | Potencia           | Torque              | Rel. Comp. | Alimentación |
| --------------------- | --------- | ------------------- | ------- | --------------- | ------------------ | ------------------- | ---------- | ------------ |
| Escort Hobby 1.0      | 1992-1995 | Ford CHT 1.0 L      | 997 cc  | OHV (8v)        | 52 CV a 5800 rpm   | 68.6 Nm a 3600 rpm  | 9:1        | Nafta        |
| Escort Hobby 1.6      | 1995      | Ford AE1600         | 1555 cc | OHV (8v)        | 77 CV a 5200 rpm   | 130.4 Nm a 3200 rpm | 9:1        | Nafta        |
| Escort Valencia 1.1 L | 1986-1987 | Ford Valencia 1.1 L | 1117 cc | OHV (8v)        | 50 CV a 5000 rpm   | 81.4 Nm a 2700 rpm  | 9.5:1      | Nafta        |
| Escort Valencia 1.3 L | 1986-1988 | Ford Valencia 1.3 L | 1298 cc | OHV (8v)        | 60 CV a 5000 rpm   | 98 Nm a 3000 rpm    | 9.3:1      | Nafta        |
| Escort HCS 1.1 L      | 1988-1989 | Ford HCS 1.1 L      | 1118 cc | OHV (8v)        | 55 CV a 5200 rpm   | 86 Nm a 2700 rpm    | 9.5:1      | Nafta        |
| Escort HCS 1.3 L      | 1988-1989 | Ford HCS 1.3 L      | 1298 cc | OHV (8v)        | 60 CV a 5000 rpm   | 98 Nm a 2500 rpm    | 8.8:1      | Nafta        |
| Escort CVH 1.4 L      | 1990-1992 | Ford CVH 1.4 L      | 1392 cc | OHV (8v)        | 75 CV a 5600 rpm   | 109 Nm a 4000 rpm   | 8.3:1      | Nafta        |
| Escort CVH 1.6        | 1986-1990 | Ford CVH 1.6 L      | 1555 cc | OHV (8v)        | 68,4 CV a 5200 rpm | 117 Nm a 2400 rpm   | 8.3:1      | Nafta        |
| Escort 1.6 Turbo      | 1987-1990 | Ford CVH 1.6 L      | 1555 cc | OHV (8v)        | 133 CV a 6000 rpm  | 180 Nm a 3000 rpm   | 8.3:1      | Nafta        |
| Escort GL             | 1988-1990 | Ford CHT 1.6 L      | 1555 cc | OHV (8v)        | 73,7 CV a 5200 rpm | 124 Nm a 2400 rpm   | 9:1        | Nafta        |
| Escort L              | 1988-1990 | Ford AE1600         | 1555 cc | OHV (8v)        | 78 CV a 5200 rpm   | 130 Nm a 2200 rpm   | 9.5:1      | Nafta        |
| Escort XR3 1.6        | 1987-1990 | Ford CHT 1.6 L      | 1555 cc | OHV (8v)        | 86.1 CV a 5600 rpm | 126,5 Nm a 4000 rpm | 12:1       | Alcohol      |
| Escort Ghia 1.6       | 1989-1990 | Ford CHT 1.6 L      | 1555 cc | OHV (8v)        | 74 CV a 5200 rpm   | 124 Nm a 2400 rpm   | 9.5:1      | Nafta        |
| Escort Ghia SX        | 1993-1995 | Audi AP1600         | 1596 cc | OHC (8v)        | 83 CV a 5200 rpm   | 131.4 Nm a 3000 rpm | 9:1        | Nafta        |
| Escort Ghia S         | 1991-1995 | Audi AP1800         | 1781 cc | OHC (8v)        | 96 CV a 5500 rpm   | 143 Nm a 2700 rpm   | 9:1        | Nafta        |
| Escort XR3 1.8        | 1990-1992 | Audi AP1800         | 1781 cc | OHC (8v)        | 99 CV a 5800 rpm   | 157 Nm a 3200 rpm   | 12:1       | Alcohol      |
| Escort XR3 Fórmula    | 1991-1995 | Audi AP1800         | 1781 cc | OHC (8v)        | 97 CV a 6000 rpm   | 157 Nm a 3000 rpm   | 8.5:1      | Nafta        |
| Escort Guarujá        | 1992-1995 | Audi AP1800         | 1781 cc | OHC (8v)        | 92 CV a 5600 rpm   | 158 Nm a 2800 rpm   | 8.5:1      | Nafta        |

## Fábricas
- Halewood, Merseyside, Inglaterra
- Almusafes, Valencia, España[1]
- Saarlouis, Alemania[2]
- São Bernardo do Campo, São Paulo, Brasil
- General Pacheco, Buenos Aires, Argentina
- Valencia, Carabobo, Venezuela

## Artículo relacionado
- Ford Escort